# Lukaskirche (Wittel)

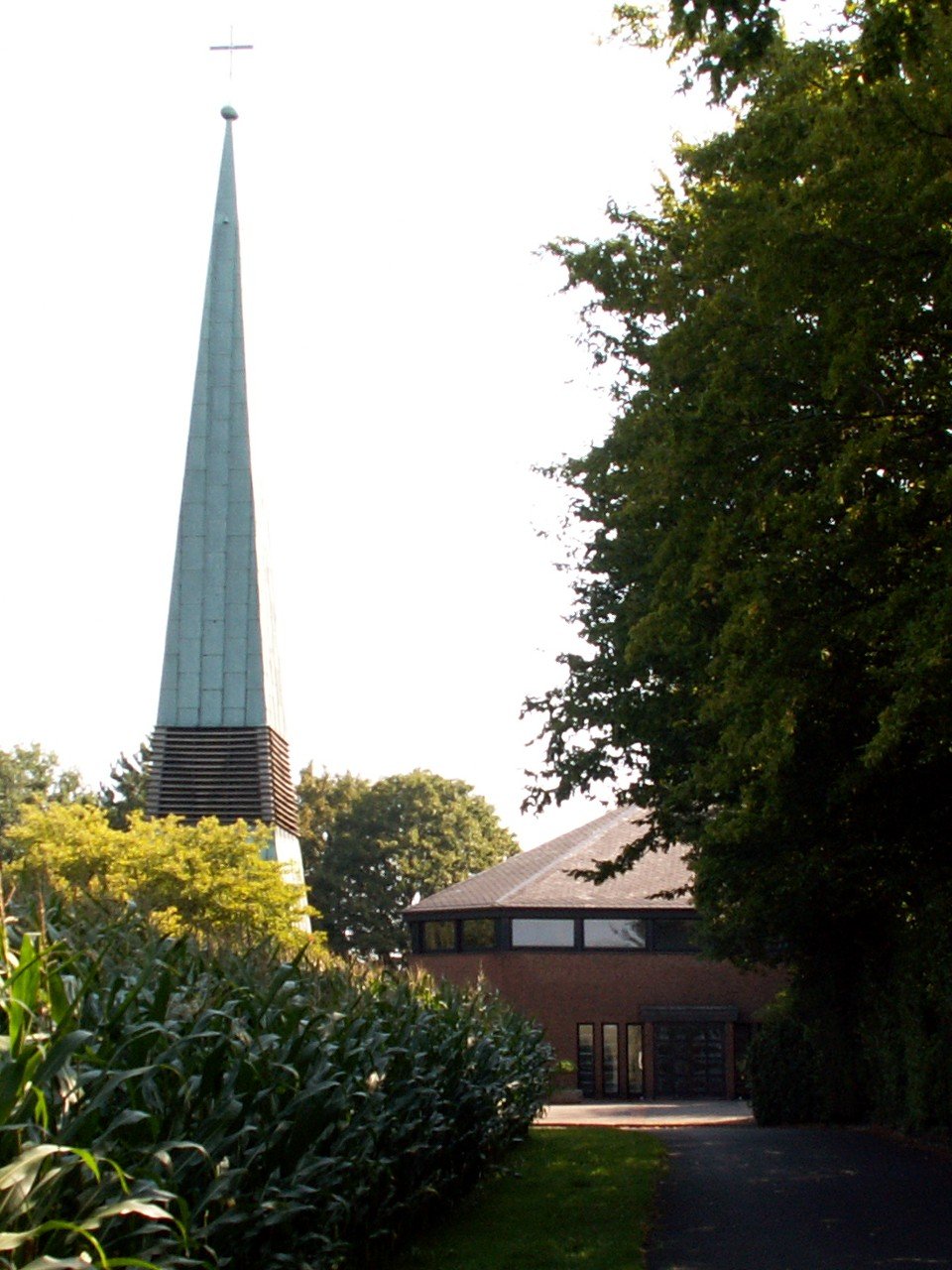
Ansicht von Westen

Die Lukaskirche auf dem Wittel, einer Siedlung im Löhner Stadtteil Gohfeld, ist die Pfarrkirche der Evangelischen Kirchengemeinde Wittel, die dem Kirchenkreis Vlotho der Evangelischen Kirche von Westfalen angehört.

## Geschichte und Architektur
Das Gebiet der heutigen Kirchengemeinde Wittel gehörte ursprünglich zur Simeonkirche in Gohfeld. Ab 1899 wurden auf dem Wittel regelmäßig Gottesdienste gehalten, zunächst in einem Bauernhaus, später in einer Schule und ab 1913 im neu erbauten Gemeindehaus. Zum 1. Januar 1964 wurde eine eigene Kirchengemeinde ausgepfarrt.
1970 begannen die Planungen zum Bau einer Kirche, die auch als Friedhofskapelle dienen sollte. Der Grundstein wurde am 11. Mai 1972 gelegt. Nach einem Entwurf von Rudolf Hartog wurde ein rotbraun verklinkerter, achteckiger Zentralbau mit hochliegendem Fensterband errichtet. Die eingeschossige Sakristei bildet eine Verbindung zum Glockenturm. Die Einweihung fand am 6. Mai 1973 statt.
Die Kirche erhielt den Namen des Evangelisten Lukas. Damit komplettierte sie die Reihe der Evangelisten im Stadtteil Gohfeld mit der Matthäuskirche in Mahnen, der Johanneskirche in Melbergen und der katholischen Markuskapelle.

## Ausstattung
Altar, Kanzel und Taufstein der Lukaskirche wurden von Theodor Henke aus Obernkirchener Sandstein gefertigt. Von Resl Schröder-Lechner stammt das Kreuz hinter dem Altar.
Die Orgel wurde 1956 bei Gustav Steinmann Orgelbau hergestellt und vor dem Bau der Lukaskirche im Gemeindehaus eingesetzt. Die drei Glocken im Turm stammen aus dem Jahr 1972.